# Зубков, Алексей Борисович
Алексе́й Бори́сович Зубко́в (1913—1984) — один из редакторов военно-морской исторической серии журнала «Техника — молодёжи», участник Великой Отечественной войны, лауреат Государственной премии СССР, контр-адмирал-инженер.

## Биография
Родился 2 августа 1913 года в Чите, Забайкальского края. Окончил школу фабрично-заводского обучения, после её окончания работал помощником машиниста. В 1933 году по направлению ЦК ВЛКСМ был призван на флот и направлен учиться в Высшее военно-морское инженерное училище имени Ф. Э. Дзержинского на паросиловой сектор (факультет). После его окончания в 1938 году служил на Тихоокеанском флоте. В годы Великой Отечественной войны строил и ремонтировал боевые корабли Военно-Морского Флота. С 1950 года работал на руководящих должностях в ВМФ. С 1962 года являлся редактором исторической серии журнала «Техника — молодёжи»
Умер 10 июня 1984 года в Москве.

## Награды и премии
- Орден Красного Знамени (1953)
- Орден Красной Звезды (1946, 1949)
- Орден Знак Почёта (1945)
- Лауреат Государственной премии — удостоен звания в 1969 году
- Медали
- Именное оружие (1963).